# E:60
E:60 es un noticiero deportivo estadounidense transmitido por ESPN. La serie presenta periodismo de investigación, centrándose en noticias, problemas y otras historias deportivas.
En enero de 2017, se anunció que E:60, después de no haber tenido un intervalo de tiempo constante desde su debut en octubre de 2007, se relanzaría como un programa en vivo los domingos por la mañana presentado por Bob Ley y Jeremy Schaap, comenzando el 14 de mayo de 2017. Reemplazó a The Sports Reporters y la edición del domingo del programa Outside the Lines. El programa renovado comparte un nuevo estudio con Outside the Lines y cuenta con contribuciones d9e su personal.